# لر مانودو
لُر مانُدو (به فرانسوی: Laure Manaudou) (زادهٔ ۹ اکتبر ۱۹۸۶) شناگر اهل فرانسه است.